# Ержище
Ержище (хорв. Eržišće) — населений пункт у Хорватії, в Істрійській жупанії у складі громади Света Неделя.

## Населення
Населення за даними перепису 2011 року становило 54 осіб.
Динаміка чисельності населення поселення:

## Клімат
Середня річна температура становить 13,68 °C, середня максимальна – 26,54 °C, а середня мінімальна – 0,70 °C. Середня річна кількість опадів – 1071 мм.
| Клімат поселення                              | Клімат поселення | Клімат поселення | Клімат поселення | Клімат поселення | Клімат поселення | Клімат поселення | Клімат поселення | Клімат поселення | Клімат поселення | Клімат поселення | Клімат поселення | Клімат поселення | Клімат поселення |
| Показник                                      | Січ.             | Лют.             | Бер.             | Квіт.            | Трав.            | Черв.            | Лип.             | Серп.            | Вер.             | Жовт.            | Лист.            | Груд.            |                  |
| Середній максимум, °C                         | 9,91             | 10,26            | 13,18            | 16,32            | 21,40            | 25,66            | 26,54            | 26,28            | 21,81            | 17,19            | 12,38            | 9,53             |                  |
| Середня температура, °C                       | 5,31             | 5,67             | 8,58             | 11,71            | 16,80            | 21,05            | 23,44            | 23,16            | 18,69            | 14,08            | 9,27             | 6,41             |                  |
| Середній мінімум, °C                          | 0,70             | 1,08             | 4,00             | 7,12             | 12,22            | 16,46            | 20,31            | 20,05            | 15,57            | 10,94            | 6,16             | 3,29             |                  |
| Норма опадів, мм                              | 87               | 70               | 77               | 82               | 70               | 83               | 54               | 81               | 100              | 129              | 132              | 106              |                  |
| Середньомісячна швидкість вітру, м/с          | 2.67             | 2.89             | 2.96             | 2.84             | 2.56             | 2.44             | 2.44             | 2.44             | 2.52             | 2.76             | 2.98             | 2.90             |                  |
| Середньомісячна сонячна радіація, кДж/м²·день | 4539             | 7312             | 10654            | 15148            | 19485            | 21127            | 22257            | 19284            | 14139            | 9115             | 4946             | 3813             |                  |
| --------------------------------------------- | ---------------- | ---------------- | ---------------- | ---------------- | ---------------- | ---------------- | ---------------- | ---------------- | ---------------- | ---------------- | ---------------- | ---------------- | ---------------- |
| Джерело:                                      |                  |                  |                  |                  |                  |                  |                  |                  |                  |                  |                  |                  |                  |